# Martin Stenzel
Martin Stenzel (Lądek-Zdrój, 18 de julho de 1946) é um ex-ciclista alemão que representou a Alemanha Ocidental nos Jogos Olímpicos de Verão de 1968, na Cidade do México.